# Calathea altissima
Calathea altissima là một loài thực vật có hoa trong họ Marantaceae. Loài này được (Poepp. & Endl.) Horan. mô tả khoa học đầu tiên năm 1862.